# Die Großen Schuhe Luthers

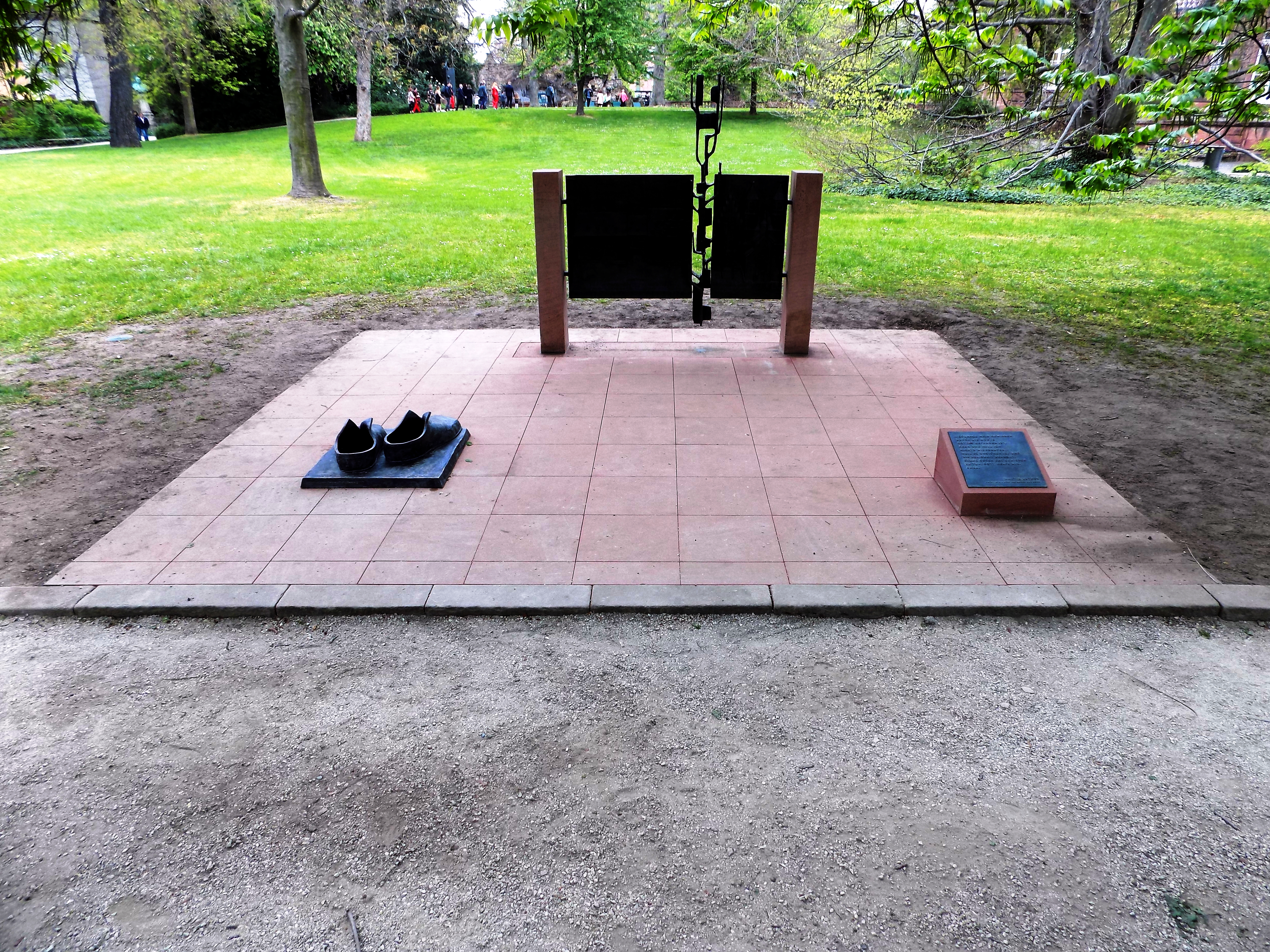
Gedenkort

Die Großen Schuhe Luthers ist der Name eines am 18. April 2017 in Worms eröffneten Gedenkorts zu Ehren des Reformators Martin Luther. Neben dem Lutherdenkmal bildet es einen weiteren Gedenkort an den Reformator in der Stadt. 

## Beschreibung

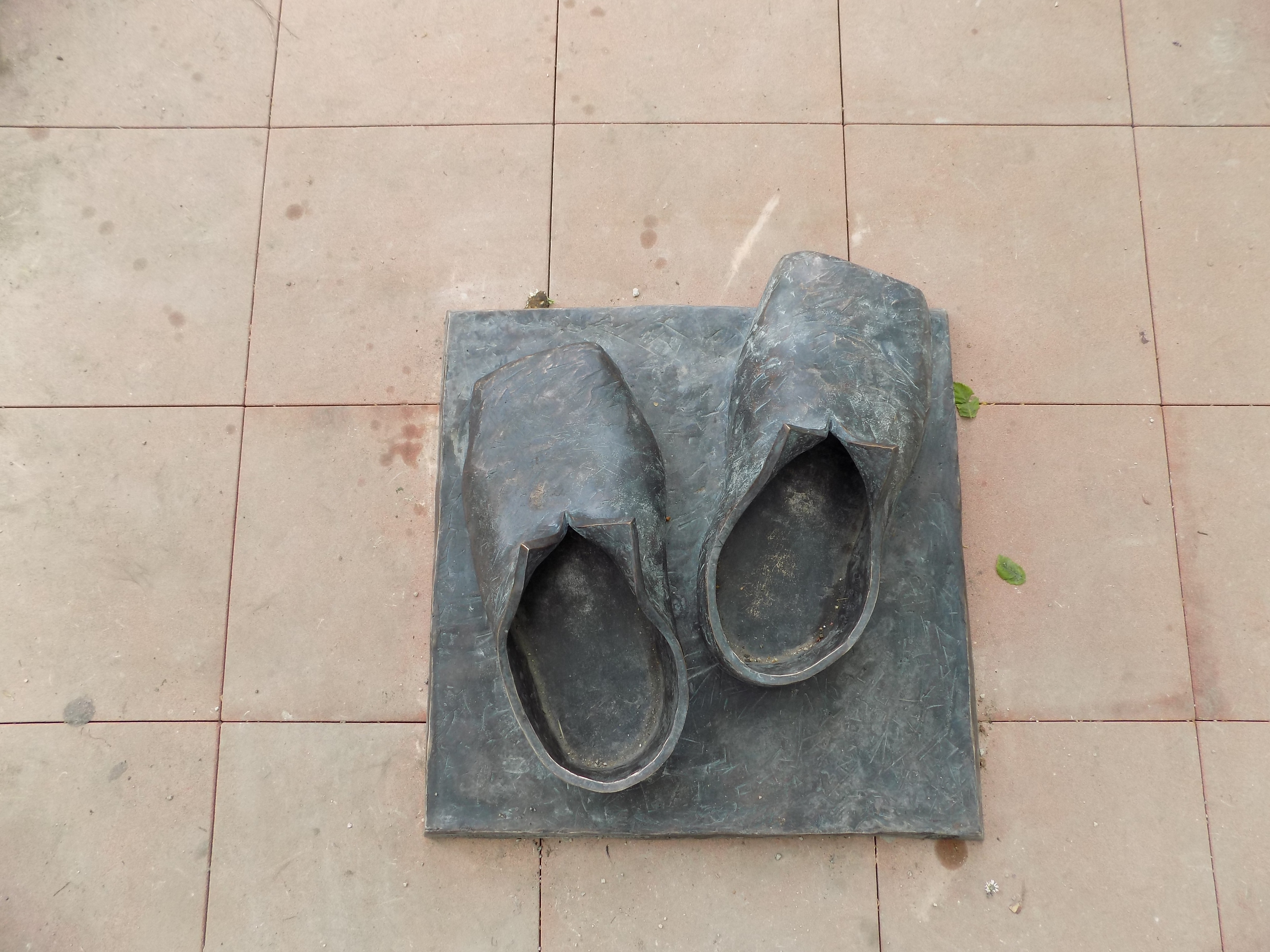
Die „Großen Schuhe“ von Constanze und Norbert Illig

Der von Constanze und Norbert Illig entworfene Gedenkort, der, neben einer Inschriftstafel und einem beschrifteten Sockel, aus übergroßen „Schuhen“ aus Bronze besteht, befindet sich im Garten des Heylshofs. Der Standort wurde gewählt, weil vermutet wird, dass genau an dieser Stelle der Reformator Martin Luther vor Kaiser Karl V. stand und sich weigerte, seine Thesen zu widerrufen, worauf ihm das Wormser Edikt auferlegt wurde, das ihm die weitere Verbreitung seiner Thesen untersagte.

## Eröffnung
Der Gedenkort wurde im sogenannten Lutherjahr eröffnet, zum 500. Jahrestag der Reformation. Zu diesem Anlass waren neben Staatsminister Volker Wissing auch andere Vertreter aus der Politik, der Kirche und der Gesellschaft anwesend.
Die Teilnehmerzahl war begrenzt, da sich aus Brandschutzgründen nicht viel mehr als 100 Personen gleichzeitig auf dem Gelände aufhalten dürfen. Somit mussten viele Personen vor den Toren auf Einlass warten. Der Wormser Bürgermeister Hans-Joachim Kosubek begrüßte unter anderem auch Marie-Elisabeth Klee, eine Enkelin des Cornelius Wilhelm von Heyl, der Bauherr und Stifter des Heylshofs war.

## Entstehung

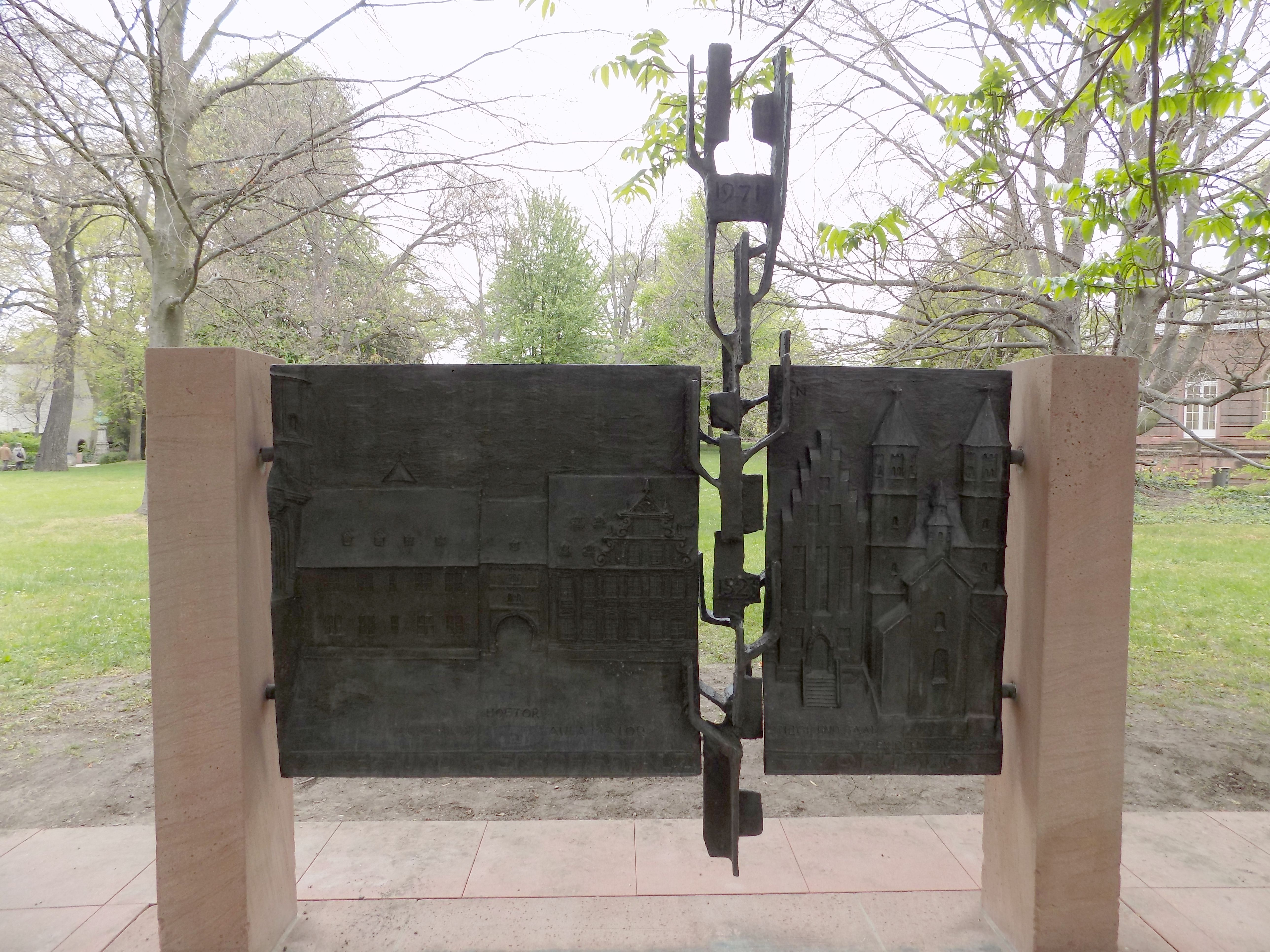
Gedenktafel von Gustav Nonnenmacher

Der Gedenkort wurde vom Wormser Rotary-Club finanziert, der ihn anschließend der Stadt zum Geschenk machte. Die ältere, von dem Bildhauer Gustav Nonnenmacher gestaltete Gedenktafel befindet sich mittig im neu gestalteten Gedenkort.